# Mojmír II.
Mojmír II. († 906?) byl mezi léty 894 a 906 čtvrtý a také poslední historicky známý panovník Velkomoravské říše, který pocházel z dynastie Mojmírovců. Datum a místo jeho narození je neznámé. Narodil se po roce 871 jako syn velkomoravského knížete Svatopluka a podle pozdní nedoložené zprávy Historia Moraviae, I. (D. J. Hoffer) jeho manželky Ludemíry. Vlády na Velké Moravě se ujal po smrti svého otce v roce 894. Po roce 906 o Mojmírovi II. historické prameny mlčí, předpokládá se tedy, že zemřel právě toho roku.

## Tři Svatoplukovi synové
Na velkomoravský knížecí stolec Mojmír II. nastoupil po smrti svého otce, knížete a krále Svatopluka I., v roce 894. Přestože legenda o třech prutech Svatoplukových hovoří o třech jeho synech, následnících, ze soudobých historických letopisů jsou známí pouze dva. Mojmír II., se po otcově smrti stal velkomoravským knížetem. Další syn uváděný v soudobých letopisech Svatopluk II., získal v léno nitranské knížectví. Svatopluk II. byl synem Svatopluka I. a jeho další ženy Gizely, sestry Arnulfa Korutanského, kterou si měl vzít Svatopluk u příležitosti míru s Arnulfem (nejpozději) roku 885 (J. Turmair-Aventin, Annales Boiorum, kn. IV., kap. XIX-27). Další Svatoplukův uvažovaný syn, nejspíš však první v pořadí, má být Predslav, zapsaný v Cividalském evangeliáři za jmény Svatopluka a jeho ženy Svatožizny, jejíž jméno je zapsáno za jménem Svatopluka též v Knize spolubratrstva u sv. Petra v Salzburgu (pořadí žijících vévodů s ženami a dětmi, s. 12, sl. 30, v. 5). O něm však jiné zdroje mlčí. Z toho lze usuzovat, že zřejmě nevládl (pokud ovšem nevládl na nějakém menším území jako např. severní Panonie jižně od Nitranska) a o důvodu není nic známo. Brzy po roce 894 došlo mezi syny k rozbroji a započala další fáze rozpadu Velkomoravské říše.

## Knížetem

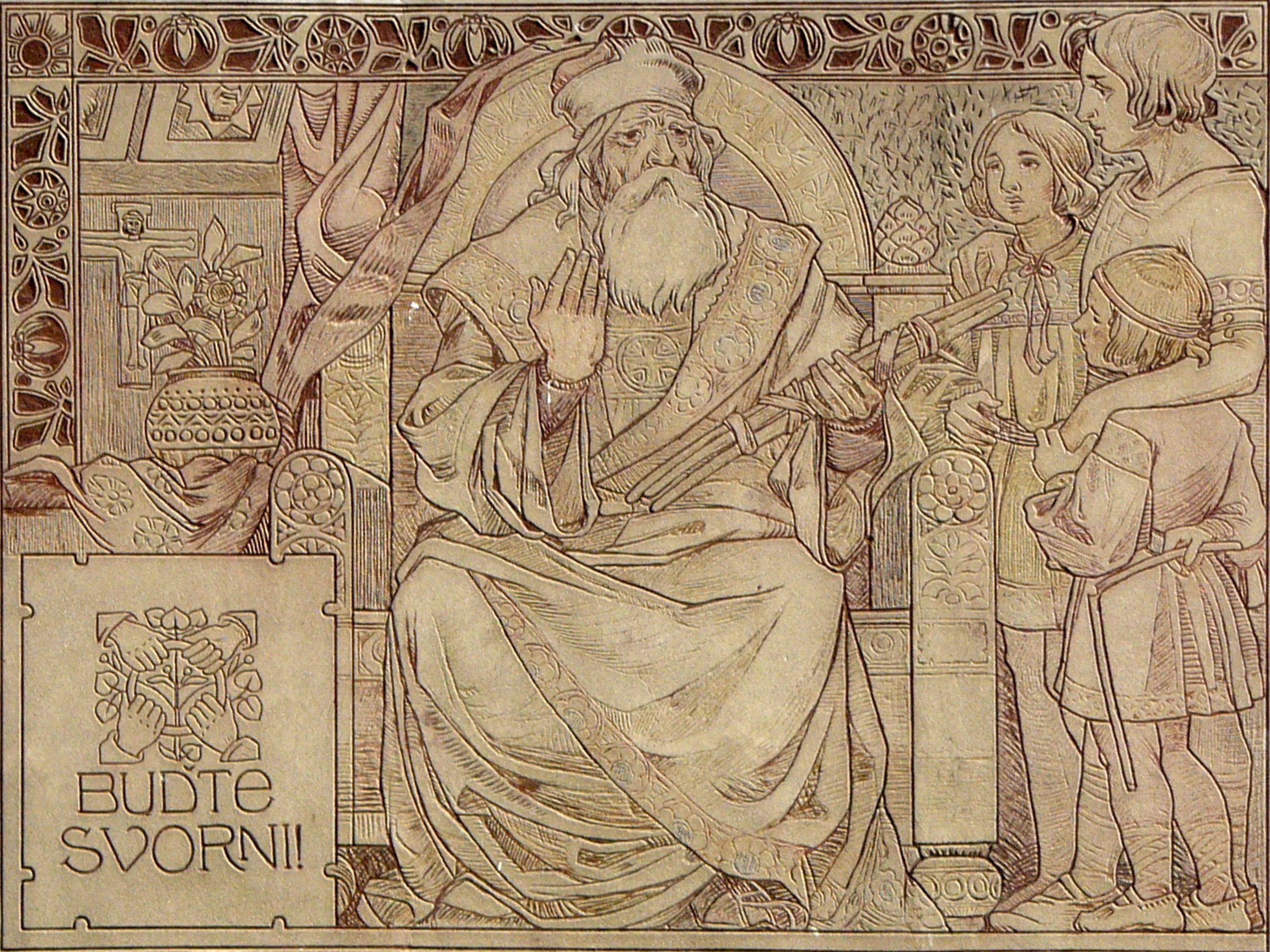
Svatopluk I. se třemi pruty a jeho tři synové Mojmír II., Svatopluk II. a Predslav.

Po smrti svého otce Svatopluka převzal v roce 894 Mojmír vládu na Velké Moravě. Po převzetí vlády musel řešit celou řadu vážných problémů. Aby získal čas na klidné převzetí vlády, uzavřel v roce 894 mír s východofranským králem Arnulfem. Přesto se mu nepodařilo zabránit odtržení některých jeho otcem připojených oblastí. 
Totiž v polovině července 895 přišla do Řezna ke králi Arnulfovi na obecné shromáždění všechna knížata Čechů v čele s předáky Spytihněvem a Vitislavem. Podle fuldského letopisce je Svatopluk násilím odloučil a vytrhl z moci Bavorů. Čechové byli Arnulfem přijati a slíbili podřídit Arnulfově královské moci.
V roce 896 se v Potisí objevují Maďaři a Mojmír jim zde vykazuje sídla. Maďaři v roce 896 napadli Bělehrad. V Panonii začalo docházet k vzájemným srážkám mezi Maďary a Bavory. 
Arnulf svěřil Panonii s městem Mosaburkem svému vévodovi Braslavovi vládnoucímu ve Slavonii. Blatensko tedy po Svatoplukově smrti ovládl Arnulf. Zároveň s vnitropolitickými spory tak ztrácela Velkomoravská říše dříve dobytá území. 
Vnitřní spory na Velké Moravě vedly v roce 896 k rostoucí „politické emigraci“ do Bavorska, což Mojmír považoval za porušení podmínek míru z rok 894. Proto poslové Moravanů navštívili na Vánoce roku 896 Arnulf v Öttingu u řeky Drávy, kde zrovna Arnulf pobýval. Tam pod podmínkou zachování míru Moravané zhurta požadovali, aby nepřijímal uprchlé vyhnance Moravanů. J. Turmain-Aventin (Annales Boiorum (Letopisy Bavorů) IV, XX-44) formuluje zprávu tak, že Arnulf přislíbil spojenectví a přátelství. 
V roce 897 Arnulf ve dvoře Salz vyslechl posly Srbů (v Polabí), kteří po odpadnutí Čechů od Moravy byli vlastně okolnostmi přinuceni přiklonit se k Arnulfovi též. V červnu Arnulf přijal na milost Svatopluka II. a jeho velmože, což vysvětluje zprávu z předchozího roku o vyhnancích. (Podle pozdější zprávy Konstantina VII. Porfyrogennéta totiž došlo ke sporům mezi bratry již roku 895.) Když pobýval Arnulf ještě téhož roku 897 v Řezně, přišli k němu vévodové Čechů s dary a žádostí o pomoc proti nepřátelům Moravanům, od nichž podle fuldského letopisce byli často velmi tvrdě utlačováni. Arnulf Čechům slíbil podporu. Po celý podzim se pak zdržoval v pohraničních oblastech na sever od Dunaje a řeky Řeznice připraven v případě potřeby pomoci Čechům.
V roce 898 vznikl velmi těžký rozkol a svár na život a na smrt mezi bratry Mojmírem II. a Svatoplukem II. a jejich lidmi. Arnulf, když se to dověděl, poslal svá markrabata Luitbolda a Aribona a své bavorské velmože na pomoc Svatoplukovi II., který se obrátil k Arnulfovi o pomoc. 
Potom však v 898. roce vtělení Páně vznikl mezi dvěma bratry z národa Moravanů, totiž mezi Mojmírem a Svatoplukem i jejich lidem, velmi vážný rozpor a svár, do té míry dokonce, že kdyby byl jeden z nich s to druhého svými silami dostihnout a zajmout, onen by byl nucen podstoupit rozsudek smrti. Tehdy pak král a císař, když se toto dověděl, poslal svá markrabí, totiž Liutbalda a hraběte Ariba a své bavorské velmože společně s ostatními svými věrnými na pomoc té straně, která v něj doufala a k němu se utekla, k jejímu osvobození a ochraně. Oni pak ohněm a mečem, jak jen mohli, své nepřátelé pokořili a pustošíce zemi je pobili.
Fuldské anály, 200
V roce 899 ještě před nástupem jara vůdcové Bavorů znovu vtrhli se silným vojskem na Moravu, co mohli, pustošili a Svatopluka II. a jeho lidi vysvobodili z města, kde byli uvězněni, a z milosrdenství je odvedli s sebou. Samotné město sežehli. Mezitím Isanrik uplatňoval vůči Arnulfovi nezávislost. Král Arnulf to nesl nelibě a protože již byl nemocen, nařídil napadnout z lodí město Mautern, kde Isanrik přebýval. Isanrik se postavil na odpor a došlo k obléhání. Odpor byl přemáhán a Isanrik donucen přesilou se vzdal. Cestou do Řezna byl Isanrik hlídán stráží, přesto utekl a uchýlil se k Moravanům a jejich králi Mojmírovi II. a s jejich pomocí získal zpět celou část království. Pod ochranou Moravanů byla potom Východní marka až do roku 901.

## Obnovení moravské arcidiecéze
Poté, co se Mojmírovi podařilo konsolidovat poměry na Velké Moravě, vyslal na jaře 899 (nebo snad už v roce 898) poselstvo k papeži do Říma se žádostí o vysvěcení biskupů a obnovu moravské arcidiecéze. Nedávno zvolený papež Jan IX. se rozhodl vyslat na Moravu tři své legáty (arcibiskupa Jana a biskupy Benedikta a Daniela), kteří měli znovuvybudovat moravskou církevní organizaci. Ti na Moravě vysvětili arcibiskupa a tři jeho biskupy sufragány. Moravská církevní provincie tak byla plně dotvořena.
O událostech informuje pouze stížný list bavorských biskupů z roku 900. Z něj se ale nedovídáme ani jméno nového moravského arcibiskupa, ani žádné informace o sídlech třech sufraganních biskupů. Historikové většinou předpokládají, že sídlo arcibiskupa se nacházelo někde v centru Velkomoravské říše na jižní Moravě (pravděpodobně ve Valech u Mikulčic případně v aglomeraci Staré Město–Uherské Hradiště). Jedno ze sídel sufragánních biskupství je pak kladeno do Nitry, kde navázalo na starší Wichingovo biskupství. Zbývající dvě biskupství bývají lokalizována například do Olomouce a Krakova, do horní Panonie a východní Marky, případně do Panonie a Zadunajska.

## Zánik Velké Moravy
K roku 900 píší Fuldské letopisy: "Bavoři vtrhli do království Moravanů přes Čechy, které si přibrali s sebou, a po tři týdny pustošili požáry. Posléze se s úplným prospěchem vrátili domů."
Někteří Maďaři se na přelomu 9. a 10. století usídlili přímo na velkomoravském území a v roce 900 dokonce společně s moravskými bojovníky zaútočili na Bavorsko a vyplenili je.
Maďaři totiž zpustošili celou Itálii a vrátili se touž cestou a zpustošili největší část Panonie. Poslali potom lstivě své posly k Bavorům žádajíce o mír, aby prozkoumali území. Znenadání však vpadli za řeku Enži a napadli s největším vojskem Bavorské království a zpustošili vše požáry a pobili mečem v okruhu 50 mil. Ostatní Bavoři spěchali na pomoc, avšak Maďaři se to včas dověděli a vrátili se ke svým do Panonie. Mezitím však nějaká část jejich vojska vtrhla do Bavor ze severní strany Dunaje a pustošila krajinu. Jakmile se to dověděl Luitbold, vzal s sebou další Bavory a v doprovodu samého pasovského biskupa Richaria se přepravil přes Dunaj, aby Maďary pronásledoval. Při střetu s nimi zvítězil. Podle Letopisů Bavorů tažení uskutečnili Maďaři spojení s Moravany (podle petice bavorského episkopátu Moravané ostříhali po maďarském vzoru hlavy svých vojínů a poslali je spolu s Maďary proti Bavorům), kdy Moravané táhli ze severní strany Dunaje, zatímco Maďaři sami bojovali na jih od Dunaje a počali pustošit až na západ od řeky Enže, poněvadž území na východ od Enže byla Isanrikova marka pod patronací Mojmíra II. Za tohoto moravsko-maďarského nájezdu Maďaři respektovali území Isanrikovy marky pod Mojmírovou ochranou. Útok byl odvetou za bavorský vpád na Moravu počátkem roku a svědčí o dočasném moravsko-maďarském spojenectví.
Rostoucí obavy z Maďarů vedly v lednu 901 k uzavření míru mezi Moravany a Bavory. 
V roce 901 se v Řezně konal obecný sněm, na který mezi jinými přišli i poslové Moravanů, kteří požadovali mír. Ten byl ihned schválen a stvrzen přísahou, jak požadovali Moravané. Z téhož důvodu byl na Moravu poslán pasovský biskup Richar a hrabě Oldřich, aby v tomtéž znění zavázali přísahou Mojmíra II. a všechny velmože. Mezitím však Maďaři vpadli do jižních částí Království Moravanů a pustošili Korutansko.
V roce 902 Maďaři do Korutanska a byli pobiti Moravany v bitvě svedené v sobotu 11. dubna. Téhož roku se s králem Ludvíkem IV., synem Arnulfa, usmířili Mojmír II. i Isanrik, hrabě norický (Východní marky), který se k němu uchýlil. Uzavření moravsko-bavorského míru bylo buď důsledkem nově vzniklého nepřátelství Maďarů proti Moravanům nebo právě uzavřený mír toto nepřátelství vyvolal.
V roce 903 došlo i k bojům mezi Bavory a Maďary. Válka se měla odehrávat na Moravě, zřejmě se jednalo o její jižní část, tedy Korutansko. Bavoři měli být poraženi.
V roce 904 byl ale v Bavorsku na hostině zavražděn maďarský velkokníže Kurszán i se svou družinou, což vedlo k dalším bojům. 
K rozhodujícím střetům mezi Maďary a Moravany došlo pravděpodobně někdy v letech 905–906. Během nich pravděpodobně zahynul jak Mojmír II., tak i elitní knížecí družina a špičky moravské aristokracie.
Roku 906 Maďaři podle zprávy Annalisty Saxa znovu zaútočili na Moravu a byli "potřeni". Stejně píše i Kronika Ekkeharda z Aury: "Uhři byli pobiti od Moravanů". Podle pozdější uherské tradice ještě téhož roku se údajně maďarský útok měl opakovat a údajně mělo dojít k definitivnímu zhroucení Velké Moravy. Bitva či bitvy se měly odehrát někde na dnešním Slovensku (snad v okolí Nitry). Soudobé letopisy ale nic o opakovaném útoku Maďarů na Moravu nepíší. Naopak ještě téhož roku se maďarský útok obrátil proti Sasům. Maďaři 22. června zpustošili končiny Saska a mnoho lidí pobili. Maďary si na pomoc proti Jindřichovi I. Ptáčníkovi měli pozvat Daleminci čili Glomači, což byly lužickosrbské kmeny, jejichž území bylo jižně od středního toku řeky Labe. Tak píše Saský letopisec (Annalista Saxo), Widukind, Saské dějiny I, kap. XVII., Palidenské letopisy. Spojenectví mezi Daleminci čili Glomači a Maďary bylo stvrzeno přísahou.
V roce 907 byla svedena mezi Maďary a Bavory bitva u Bratislavy, ke kterému došlo 4. července 907 na pravém břehu Dunaje jižně od Bratislavy, kde se Moravané vůbec nezmiňují.. 
Neúčast Moravanů však vůbec neznamená, že se stát zhroutil. Obzvláště když Widukindovy saské dějiny píší, že roku 908 vojsko Uhrů vedené Slovany způsobilo v Sasku mnoho strázně. Mohlo by to znamenat možné opětovné spojenectví Moravanů, případně pobaltských Slovanů a Maďarů. Moravu a její čtyři biskupy pak zmiňuje k roku 908 i pozdější List pasovského biskupa Pilgrima papeži Benediktovi VI. Volný průchod Maďarů Moravou rovněž nevylučuje spojenectví Maďarů a Moravanů.
Podle Jádra katalogu předních biskupů Moravy k roku 916 "následoval po blaženém Metoději v biskupském úřadu jako první Jan, biskup moravský, a sídlil dvacet pět let v chrámu svatého Petra u Velehradu, který byl kdysi metropolitním sídlem. Tam v míru zemřel." Podle Jádra katalogu předních biskupů Moravy k roku 942 byl na moravském biskupském stolci biskup Slivestr mezi lety 925 až 944. Ten "byl vysvěcen jako druhý moravský biskup a seděl na biskupském stolci devatenáct let."
Po rozpadu říše se patrně v omezené míře uchovaly zbytky samostatné státní organizace, v 1. polovině 10. století možná do určité míry závislé na Maďarech. Naznačuje to zpráva z doby kolem roku 942, kdy staří Maďaři, kteří byli zajati v maurském Španělsku, vypovídali o své zemi na severu sousedící s Moravou nebo zpráva o Moravanech Al-Mas´údího Rýžoviště zlata a doly drahokamů z r. 947 nebo Knihy ponaučení a přezkoumání téhož autora. O podřízenosti Moravy Maďarům či tributu však žádné zprávy nejsou.